# Parabothus polylepis
Parabothus polylepis är en fiskart som först beskrevs av Alcock, 1889.  Parabothus polylepis ingår i släktet Parabothus och familjen tungevarsfiskar. Inga underarter finns listade i Catalogue of Life.